# Сива акула
Сивите акули (Hexanchus griseus) са вид хрущялни риби от семейство Hexanchidae.
Таксонът е описан за пръв път от Пиер Жозеф Бонатер през 1788 година.

## Подвидове
- Hexanchus griseus australis
- Hexanchus griseus nakamurai